# Deutz F1L 712
Der Deutz F1L 712 ist ein Schlepper, den Klöckner-Humboldt-Deutz von 1958 bis 1959 herstellte. Er basiert auf dem Vorgängermodell F1L 612/4 und wurde mit der neuen Motorenbaureihe F1L 712 ausgestattet. Die Typenbezeichnung nennt die wesentlichen Motorkenndaten: Fahrzeugmotor mit 1-Zylinder und Lüftkühlung der Baureihe 7 mit einem Kolbenhub von 12 cm.
Der Einzylinder-Dieselmotor mit 850 cm³ Hubraum leistet 13 PS und wird mit Luft gekühlt. Das Getriebe stammt von Deutz und befindet sich hinter der Hinterachse. Es hat sechs Vorwärtsgänge sowie drei Rückwärtsgänge. Die Kunden konnten zwischen einer Variante mit 1800 mm Radstand und einer mit 1650 mm wählen. Zudem konnte der F1L 712 auch als Plantagenversion mit 1100 mm Außenbreite bestellt werden.